# 武村貞一郎
武村 貞一郎（たけむら ていいちろう、1873年（明治6年）5月4日 - 1936年（昭和11年）8月17日） は、日本の実業家。元東神倉庫会長。東洋レーヨン発起人。

## 経歴
東京府士族。1893年に高等商業学校（現一橋大学）卒業後、三井物産でドイツ帝国ハンブルクの開拓にあたり、三井物産大阪支店長、三井物産神戸支店長、三井物産機械部長、三井物産取締役、東洋棉花取締役、日本レイヨン取締役などを務めた。1918年には安川雄之助、南条金雄とともに三井物産常務取締役に就任し、財務を統括した。
1925年東洋レーヨン発起人。1935年から東神倉庫会長を務めたが、翌年死去した。